# Charles de Lignières
Charles de Lignières (parfois Carolus de Lignieres), né dans les années 1630-1640,, est un professeur de la Sorbonne, poète et dramaturge du XVIIe siècle. Seigneur de Caudry en 1672, il aurait été précédé de Charles de Viefville et suivi de Félix-Ignace-Guillaume de Taffin.[réf. souhaitée]

## Biographie
Il exerce la fonction de régent au collège des Grassins puis celle de professeur au collège du Plessis-Sorbonne. On sait de lui qu'il est l'auteur de plusieurs ouvrages rédigés en néolatin, dont quelques tragédies chrétiennes en vers.
Certaines ont été étudiées au XXIe siècle en vue d'une analyse comparée des personnages de martyr dans les tragédies du XVIIe siècle, en particulier celles de Pierre Corneille, dont notamment Polyeucte.

## Œuvres
- Panegyricus Christinae, Suecorum reginae, dictus ad solennem scholarum instaurationem, nonis oct. 1656[6],(1656)[7]
- Caecilia virgo et martyr. Tragédie christiana. Acta in theatro Grassiriorum die jan. 24 1657[8](1657)[9]
- In rectoratum illustrissimi domini domini Joannis Le Houx, gymnassiarchae Grassinaeorum[10], (1659)[11]
- De triumphali regis et reginae ingressu oratio panegyrica. In scholarum instauratione pronunciata (1660) / Parisiis, ex typographia Francisci Le Cointe, [1660] [12],[13]
- Nobilissimo adolescenti D.D. Petro de Bragelongne, post propugnatas theses philosophicas epinicium[14], (1661)[15]
- In obitum clarissimi ... domini domini Joannis Le Houx,... Élégie. [Signé : Carolus de Lignieres][16]
- Alexius: Tragoedia nuper acta[17], (1665)[18]
- Clarissimo viro D.D. Carolo Gobinet Sorbonae doctori celeberrimo, necnon Sorbonae-Plessaei gymnasiarchae vigilantissimo. De festo sancti Caroli. Carmen protrepticum[19].
- Agatha, virgo et martyr, tragaedia christiana[20](1666) [21]
- Illustrissimo domino dom. Henrico Achilli de La Rochefoucauld in Sorbonae-Plessaeo magisterii laurea donato gratulabundum Carmen[22]